# Arquitectura vernacla dels Carpats

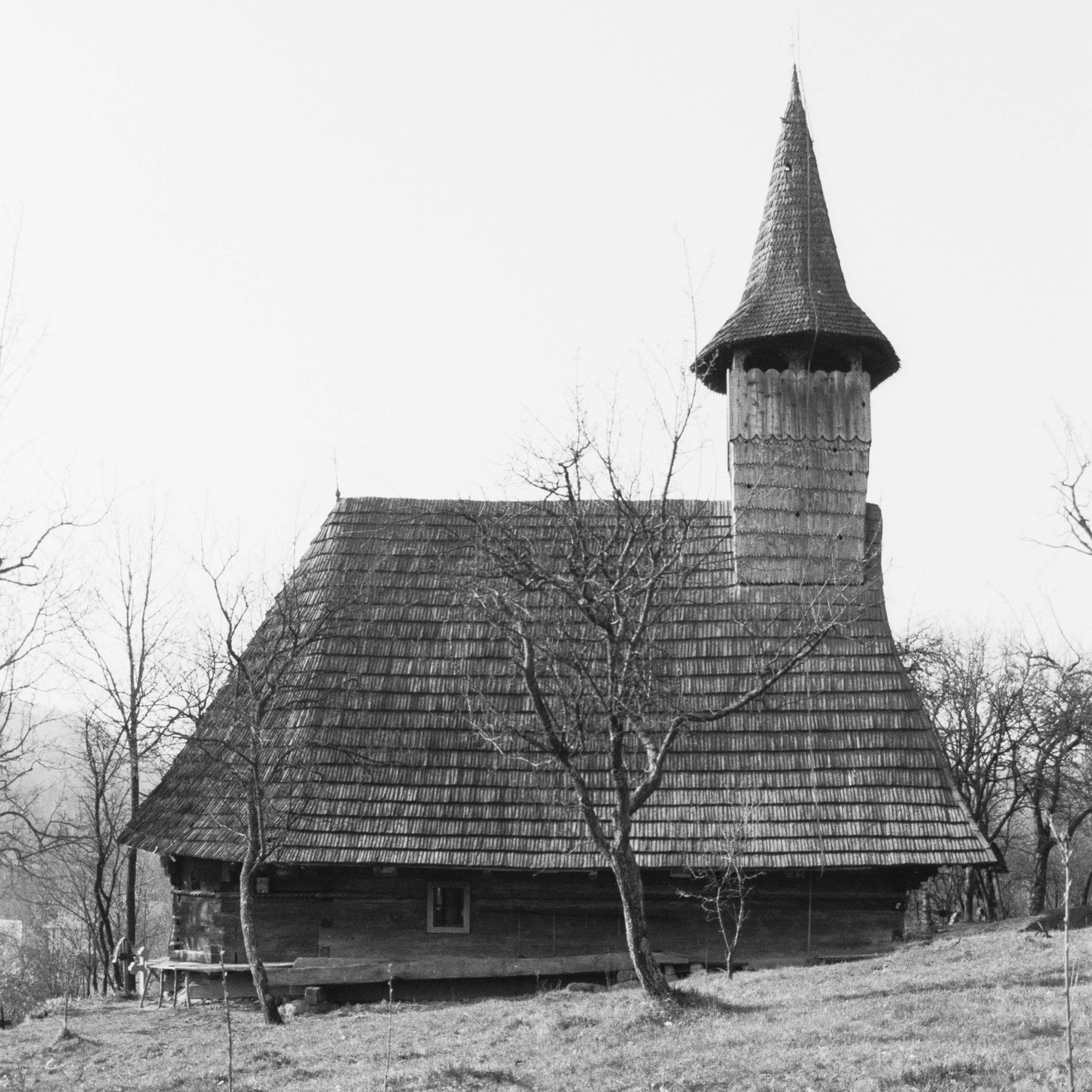
L'Església Sârbi Susani és una de les esglésies de fusta de Maramureş.

L'arquitectura vernacla dels Carpats es basa en fonts mediambientals i culturals per crear dissenys únics.

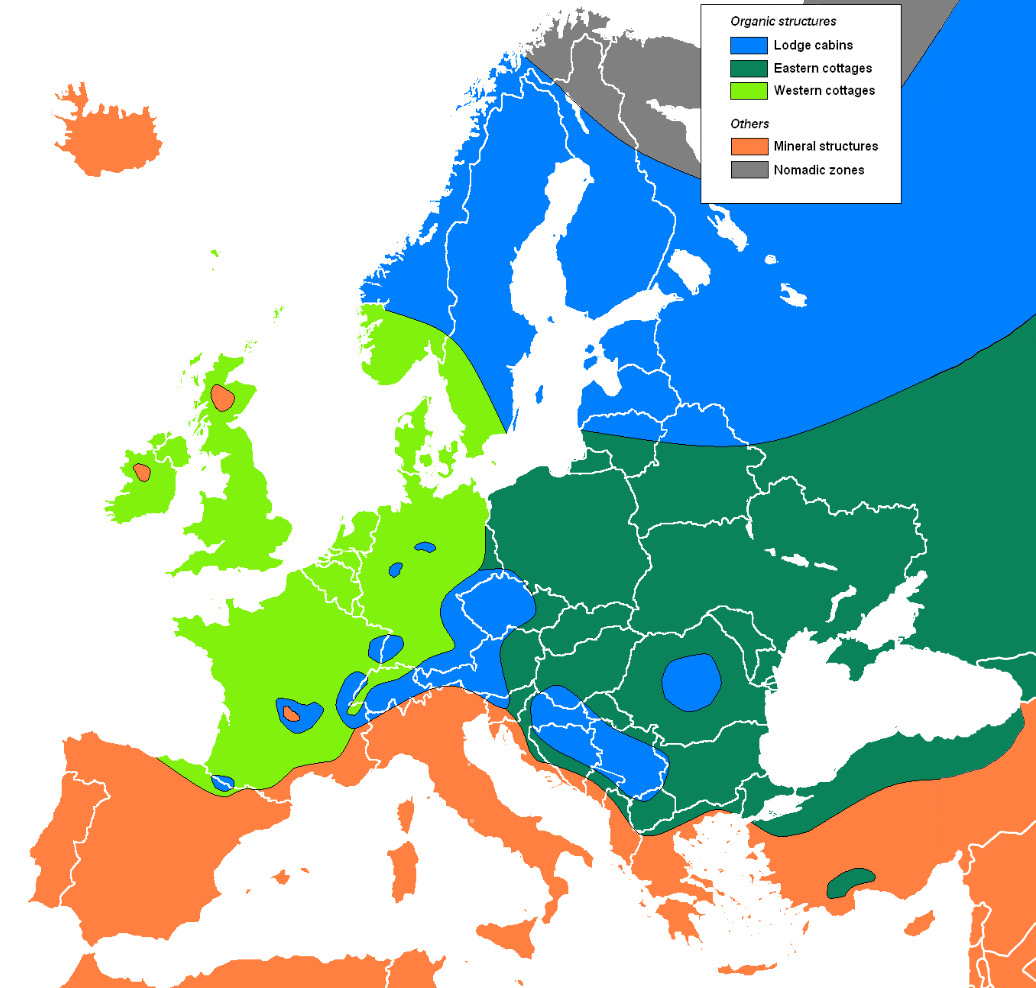
Mapa europeu segons els tipus de construcció de les granges

L'arquitectura popular fa referència a l'arquitectura vernacla no professional, inclosa la dels camperols. A les muntanyes dels Carpats i als contraforts circumdants, la fusta i l'argila són els principals materials de construcció tradicionals.

## Efecte de la cultura i la religió

### Cristianisme oriental

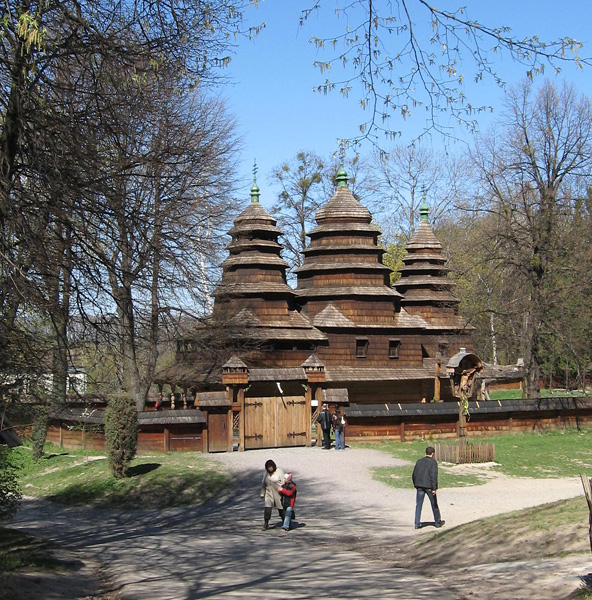
L'església de Kryvka (ara exposada al Museu d'Arquitectura i Cultura Popular de Lviv a Lviv, Ucraïna) era originària del districte de Turka, al territori etnogràfic del poble Boyko. El seu disseny tripartit, amb cúpula i la seva construcció totalment de fusta són representatius de l'estil regional.

Com que la majoria dels ucraïnesos, rutens i romanesos són cristians orientals, les seves tècniques de construcció tradicionalment han incorporat consideracions religioses als seus edificis diferents dels seus veïns cristians i jueus occidentals.
En primer lloc, totes les esglésies es divideixen en tres parts (el nàrtex, la nau i el santuari) i inclouen un iconòstasi (un mur d'icones). La forma exterior és sovint cruciforme (en forma de creu), però sempre inclourà una cúpula central i sovint diverses altres cúpules. Els feligresos s'enfronten a l'est durant l'adoració i no hi ha bancs.
La porta principal i les finestres de la casa estan orientades al sud (com en el disseny solar passiu), i les icones i altres parafernals religiosos es mostren en una cantonada especial d'icones, generalment a la paret est.

### Judaisme
Les sinagogues d'Europa central-est es caracteritzen pel seu disseny exclusiu de fusta.

## Materials i tècniques

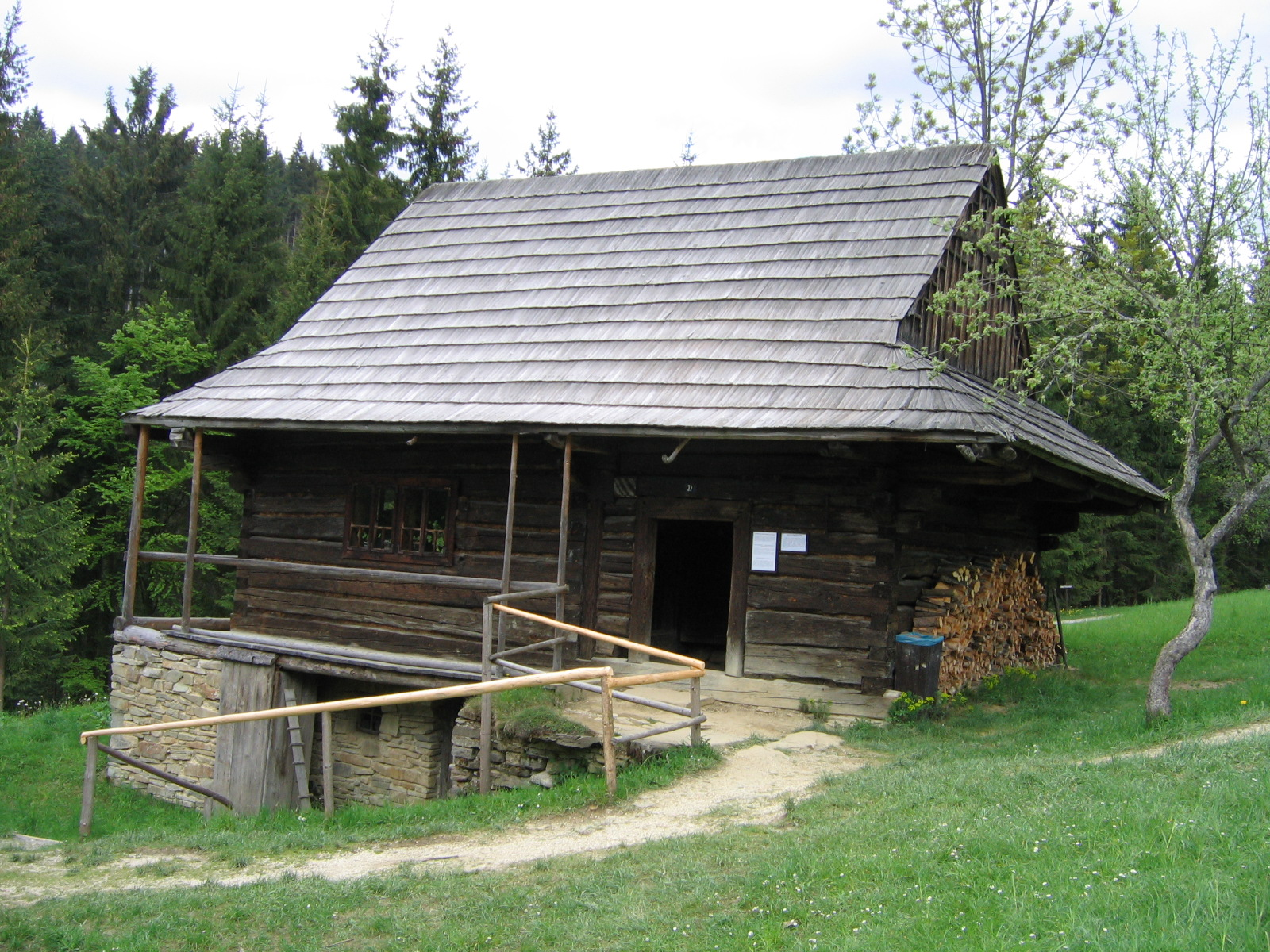
Una casa de fusta d'un museu a l'aire lliure de la regió de Kysuce, a Eslovàquia. Aquesta regió de contraforts està vorejada per dos subintervals dels Carpats, les muntanyes d'Auró a l'oest i els Beskides de Moràvia-Silèsia al nord. Els hiverns nevats freds i una relativa abundància de fusta es combinen per informar de l'ús de la construcció de parets de troncs i de batuts de fusta.

Els detalls varien d'un lloc a l'altre, però la majoria de llars d'aquesta zona han estat tradicionalment de planta rectangular d'una sola planta; una o dues habitacions; una xemeneia central; i exteriors arrebossats i rentats amb calç.
Els materials utilitzats eren aquells que es podien adquirir localment, inclosa la fusta (generalment roure), fang, palla, pedra de camp, calç i fem d'animals. Els terrats de les zones densament boscoses i muntanyoses solen revestir-se de batuts o teules de fusta, mentre que les zones més planes i obertes han utilitzat tradicionalment palla de sègol.
A finals del segle xix predominaven dos tipus de construcció: la construcció horitzontal i la construcció de marcs i farcits. Les parets de troncs eren habituals a les zones on hi havia fusta. En llocs amb fusta molt pobra o amb escassetat extrema de fusta, també es podrien fer servir tècniques d'ampit.
Per a la construcció de registres horitzontals, els registres havien de ser entallats per mantenir-se junts. La simple osca de la sella és la més fàcil i, per tant, més comuna. Les persones amb més experiència en el treball de la fusta utilitzen el servei de cua d'anar.

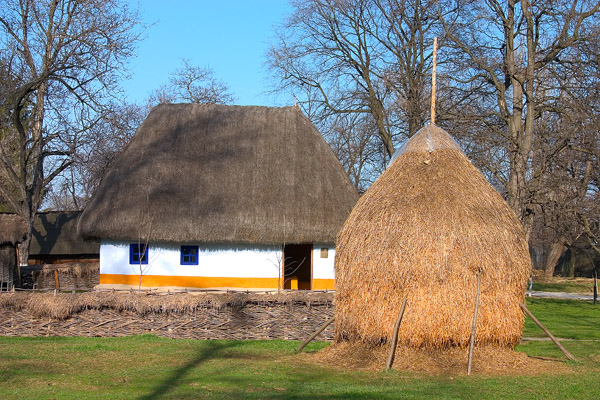
Una casa amb un sostre de palla i parets de guix rentat amb calç procedents del Museu Nacional del Poble Dimitrie Gusti de Bucarest, Romania. L'ús de guix i palla suggereix que no prové de les terres altes dels Carpats, sinó d'una vall o plana properes.

Moltes persones d'aquesta zona arrebossen les seves cases de fusta per dins i per fora per evitar la humitat, millorar l'aïllament, amagar les imperfeccions de la construcció i obtenir un valor estètic general. El guix tradicional es fa amb fang, aigua, fem, i palla. Es poden aplicar diverses capes per crear un acabat suau, i després recobrir-les amb calç i aigua per produir un agradable color blanc i protegir l'argila de la pluja.
Els sostres de palla són tradicionals, però han disminuït en popularitat des de fa més d'un segle, ja que poden representar un perill d'incendi. Els sòls de terra són habituals i es fan durs rentant-los amb una barreja de fem, tot i que es prefereixen els terres de fusta.
Normalment, la paret llarga d'una casa té una superfície d'entre 26 peus (7.9 m) i 30 peus (9.1 m) i la paret lateral entre 12 peus (3.7 m) i 17 peus (5.2 m). El centre de la casa està dominat per un tradicional forn de fang (en ucraïnès: Pich o Pietz)

## Patrimoni de la Humanitat
- Esglésies de fusta d'Ucraïna
- Esglésies de fusta de Maramureş
- Esglésies de fusta dels Carpats
- Esglésies de fusta del sud de la Petita Polònia
- Estil d'arquitectura de Zakopane